# Ville-Savoye
Ville-Savoye é uma comuna francesa na região administrativa de Altos da França, no departamento de Aisne. Estende-se por uma área de 2,64 km². Em 2010 a comuna tinha 83 habitantes (densidade: 31,4 hab./km²).